# أمويو الأندلس
أمويو الأندلس هم الأشخاص الذين عبروا إلى الأندلس واستقروا بها، وينتمون نسبًا إلى بني أمية. شارك أمويو الأندلس في مناحي الحياة المختلفة في الأندلس، ولم يقتصر دورهم على كونهم الأسرة الحاكمة للأندلس في فترة من فتراتها.

## دولتهم

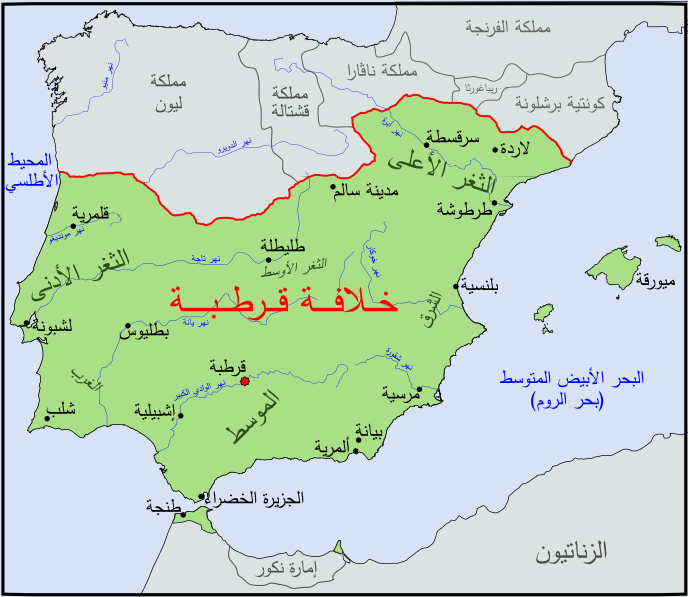
حدود الدولة الأموية في الأندلس عام 390 هـ/1000م في عهد الخليفة هشام المؤيد بالله.

كانت الأندلس منذ الفتح الإسلامي مجرد ولاية تابعة لولاية إفريقية إحدى ولايات للدولة الأموية في دمشق. وبعد سقوط الدولة الأموية على أيدي العباسيين عام 132 هـ، دأب العباسيون على ملاحقة الأمويين واستئصالهم في كافة أرجاء دولتهم. مما جعل الأشخاص الباقين من بني أمية يحرصون على التخفي أو الفرار من أمام العباسيين. كان من بين الفارين من قهر العباسيين، الأمير الأموي عبد الرحمن بن معاوية بن هشام الذي اختار الفرار إلى إفريقية عند أخواله من بربر نفزة. كانت الأندلس في تلك الفترة قد مرت بفترات من الصراعات الداخلية بين القبائل العربية. استغل عبد الرحمن بن معاوية الأحداث الداخلية في الأندلس، بدأ في مراسلة أتباع وموالي الأمويين في الأندلس عن طريق مولى له اسمه بدر.
نجحت المراسلات بين عبد الرحمن بن معاوية وموالي الأمويين في الأندلس في التمهيد لعبوره إلى الأندلس الذي تم في ربيع الآخر 138 هـ. استطاع موالي الأمويين أن يجمعوا قوات مؤيدة لعبد الرحمن تمكنوا بها هزيمة آخر ولاة الأندلس يوسف بن عبد الرحمن الفهري في موقعة المصارة في ذي الحجة 138 هـ، ليدخل بذلك عبد الرحمن بن معاوية قرطبة عاصمة الأندلس، مؤسسًا بذلك إمارة أموية مستقلة في الأندلس. قضى عبد الرحمن الداخل سنوات حكمه في تثبيت أركان دولته، والقضاء على الثورات الداخلية التي اندلعت في كافة أرجاء الأندلس، ليترك الأندلس لخلفائه من بعده ولاية مستقرة. ورغم ذلك، ظلت الدولة الأموية في الأندلس معظم فترتها تحارب الخارجين على سلطتها سواء من المولدين أو البربر أو المستعربين أو العرب أنفسهم. بل واستطاعت بعض الأسر والأفراد أن تؤسس إماراتهم شبه المستقلة التي كانت لا تخضع لسلطة الدولة إلا بالاسم في فترات ضعف دولة الأمويين خاصة في المناطق الشمالية التي كانت بعيدة نوعًا ما عن قرطبة. كان من أبرز هذه الكيانات المستقلة بنو قسي وبنو تجيب ومحمد بن عبد الملك الطويل وعبد الرحمن بن مروان الجليقي في الشمال، وعمر بن حفصون في الجنوب.
إلا أنه ومنذ إمارة عبد الرحمن بن محمد عام 300 هـ، استطاعت الدولة الأموية في الأندلس أن تستعيد هيبتها، وتسيطر على كافة أرجاء الدولة تحت السلطة المركزية في قرطبة. بل وامتدت سلطة الأمويين إلى أجزاء من شمال المغرب الأقصى الذي تسابق أمرائه في الدخول في ولاء الأمويين. وأمام خطر نشأة الدولة الفاطمية في إفريقية، أعلن عبد الرحمن بن محمد نفسه خليفة على الأندلس، وتلقب بالناصر لدين الله. واستمرت الدولة على قوتها في عهد خليفته الحكم المستنصر بالله حتى وفاته عام 366 هـ.
أخطأ الحكم المستنصر بالله، في اختياره ابنه الوحيد الطفل هشام المؤيد بالله لولاية عهده الذي استغل بعض رجال الدولة كالحاجب جعفر بن عثمان المصحفي وصاحب الشرطة محمد بن أبي عامر صغر سنه وعدم قدرته على الحكم في سنه الصغيرة، وفرضوا على الخلافة وصاية أم الخليفة صبح البشكنجية، واستأثروا هم بكل السلطات. ثم ما لبث محمد بن أبي عامر أن تخلص من كل شركائه في الحكم الواحد تلو الآخر وحجر على الخليفة الطفل، واستأثر بالسلطة منفردًا، لتبقى بذلك السلطة الإسمية فقط للخليفة، والحكم الفعلي لرجل الدولة القوي محمد بن أبي عامر الذي تلقب بعد ذلك بالحاجب المنصور.
استطاع الحاجب المنصور أن يؤسس دولة داخل الدولة حتى أن بعض المؤرخين سماها الدولة العامرية. استمرت سيطرة العامريين على مقاليد الحكم طوال عهد الخليفة هشام المؤيد بالله، حيث خلف الحاجب المظفر أباه المنصور عام 392 هـ في كافة سلطاته ومناصبه، ثم خلفه أخاه شنجول بعد وفاته عام 399 هـ. تمادى شنجول في أطماعه، فلم يمض شهر من حكمه، حتى أجبر الخليفة المؤيد بالله على إعلان ولاية عهده لشنجول.
أثار ذلك حنق الأمويين في الأندلس بعد أن رأوا في ذلك اغتصاب لحقهم في حكم الأندلس، واستطاع أحد أمرائهم يدعى بمحمد بن هشام أن يدير انقلابًا في جمادى الأولى 399 هـ على حكم المؤيد وشنجول، ويطيح بهما من سدة الحكم، ويعلن نفسه الخليفة الجديد. حرص المهدي بالله على التنكيل بالعامريين والبربر الذين كانوا عماد جيش الحاجب المنصور، مما دعا الفتيان العامريين إلى الفرار إلى شرق الأندلس، وتأسيس إمارة في تلك الأرجاء، بينما التف البربر حول أمير أموي آخر يدعى بسليمان بن الحكم الذي ثار على المهدي بالله، ونجح في اقتلاعه من منصبه وإعلان نفسه خليفة في ربيع الأول 400 هـ، لتدخل الأندلس فترة من القلاقل تصارع فيها الأمويين والبربر والحموديين على حكم الأندلس، واستمرت حتى عام 422 هـ حيث سقطت الدولة الأموية في الأندلس نهائيًا، وتفتت إلى دويلات صغيرة عُرفت تاريخيًا بدول الطوائف.

## توافدهم على الأندلس
شجع نجاح عبد الرحمن الداخل في تأسيس دولته الناجين من الأمويين على الهجرة إلى الأندلس. فوفد عليه في الأندلس جملة من الأمويين منهم أخيه الوليد بن معاوية وابنه المغيرة، وابن أخيه عبيد الله بن أبان بن معاوية وابن عمه عبد السلام بن يزيد بن هشام وعبد الملك بن بشر بن عبد الملك بن بشر بن مروان وحبيب بن عبد الملك بن عمر بن الوليد بن عبد الملك وعبد الملك بن عمر بن مروان بن الحكم عام 140 هـ وجزي بن عبد العزيز بن مروان بعائلاتهم.
ولم يقتصر توافد الأمويين على الأندلس على عصر عبد الرحمن الداخل، فقد ذكر ابن حيان في كتابه «المقتبس من أنباء أهل الأندلس» أن بكار بن عبد الواحد بن داود بن سليمان بن عبد الملك وابني أخيه سلمة ومسلمة ابني عبد الملك، وأصبغ بن محمد بن هشام بن محمد بن سعيد بن عبد الملك بن مروان قد وفدوا على الأندلس في عهد عبد الرحمن بن الحكم، وعبد الملك بن محمد بن عبد الملك بن محمد بن الوليد بن سليمان بن عبد الملك بن عبد الواحد بن سليمان بن عبد الملك الذي وفد على الحكم المستنصر بالله نحو عام 360 هـ، وغيرهم كثير.

## دور الأمويين في المجتمع الأندلسي
كان للأمويين الوافدين على الأندلس دورهم السياسي في الأندلس، فقد اعتمد الأمراء على بعض قرابتهم من الأمويين في المناصب الإدارية والعسكرية والقضائية منذ نشأة الدولة الأموية في الأندلس. كما ساهموا في كافة الجوانب الاجتماعية الأخرى في الأندلس.

### في السياسة
برز العديد من الشخصيات الأموية في المناصب الإدارية في الدولة. ففي عهد عبد الرحمن الداخل، تولى حبيب بن عبد الملك طليطلة وأعمالها وعبد الملك بن عمر الذي تولى إشبيلية وابنه عبد الله والي مورور وحفيده العباس بن عبد الله بن عبد الملك الذي تولى باجة في عهد هشام الرضا وابنه سعيد بن العباس والي ماردة للأمير محمد بن عبد الرحمن وأحمد بن البراء بن مالك بن عبد الله بن عبد الملك بن عمر والي سرقسطة في عهد الأمير المنذر بن محمد وغيرهم الكثير.
وفي المجال العسكري، كان منهم القادة الذين اعتمد عليهم الأمراء في حملاتهم بدءً من حملة عبد الملك بن عمر للقضاء على ثورة يوسف بن عبد الرحمن الفهري بماردة عام 141 هـ وحملة حبيب بن عبد الملك للقضاء على ثورة السُلمي في شرق الأندلس عام 162 هـ وحملة القاسم بن العباس بن عبد الله بن عبد الملك بن عمر لقتال ثوار طليطلة عام 239 هـ وسعيد بن المنذر بن معاوية بن أبان بن يحيى بن عبيد الله بن أبان بن معاوية بن هشام بن عبد الملك قائد حملات الخليفة عبد الرحمن الناصر لدين الله على بني عمر بن حفصون، وغيرهم.

### في العلوم الدينية
برز من الأمويين في العلوم الدينية، أحمد بن عبد الله بن محمد بن مبارك بن حبيب بن عبد الملك بن الوليد بن عبد الملك وهو من رواة الحديث سمعه من بقي بن مخلد وابن وضاح وغيرهما، ومحمد بن سليمان بن حبيب بن عبد الملك بن عمر بن الوليد بن عبد الملك المعروف بدحون، وهو أيضًا من الرواة أخذ عن ابن وضاح وأحمد بن إبراهيم الفرضي وغيرهما، وعبد الله بن عبد الرحمن الناصر لدين الله وهو من فقهاء الشافعية في الأندلس، والفقيه عبد الملك بن أحمد بن محمد بن محمد بن عبد الملك بن الأصبغ بن الحكم الربضي المروف بابن إلمش، الذي كانت له كتب مؤلفه في الفقه والسنن.
ومحمد بن معاوية بن عبد الرحمن بن معاوية بن إسحاق ين عبد الله بن معاوية بن هشام بن عبد الملك المعروف بابن الأحمر وهو ممن رووا عن النسائي كما ولي منهم إبراهيم بن العباس بن عيسى بن عمر بن الوليد بن عبد الملك قضاء الجماعة في قرطبة في عهد عبد الرحمن بن الحكم.

### في الشعر واللغة والتاريخ
وفي الأدب والشعر، كان منهم محمد بن هشام بن عبد العزيز بن محمد بن سعيد بن الحكم بن هشام الذي كان له كتاب في أخبار الشعراء بالأندلس ويعقوب وبشر ابني عبد الرحمن بن الحكم وأبو عبد الملك مروان بن عبد الرحمن بن مروان بن عبد الرحمن الناصر لدين الله المعروف بالطليق، الذي قال عنه ابن حزم: «أبو عبد الملك هذا في بني أمية كابن المعتز في بني العباس، ملاحة شعر وحُسن تشبيه.»
أما في اللغة، فكان منهم المنذر بن عبد الرحمن بن معاوية بن محمد بن عبد الله بن محمد بن عبد الله بن المنذر بن عبد الرحمن الداخل الذي وصفه ابن حزم بأنه كان إمامًا في علم النحو وحفيده محمد بن إبراهيم بن معاوية بن المنذر الذي كان من أنبغ تلاميذ أبي علي القالي، وعبد العزيز بن الحكم بن أحمد بن محمد بن عبد الرحمن الذي كان عالمًا بالنحو وغريب اللغة.
وفي علم التأريخ، كان منهم معاوية بن هشام بن محمد بن هشام بن الوليد بن هشام الرضا المعروف بابن الشبانسي الذي كان له كتابين أحدهما في نسب العلويين والآخر في أخبار الدولة الأموية في الأندلس، وعبد الله بن عبد الرحمن الناصر لدين الله الذي كان له كتاب «العليل والقتيل في أخبار ولد العباس».